# Плявиняс
Плявиняс (произношение) (на латвийски: Pļaviņas) е град в централна Латвия, намиращ се в историческата област Видземе и в административния район Айзкраукле. Градът се намира на 112 km от столицата Рига.